# Bell Performance
Bell Performance war ein britischer Hersteller von Automobilen.

## Unternehmensgeschichte
Derek Bell gründete 2000 das Unternehmen in Haywards Heath in der Grafschaft West Sussex. Er begann mit der Produktion von Automobilen und Kits. Der Markenname lautete Bell Performance. 2004 erfolgte der Umzug nach Upper Soudley in Gloucestershire. 2007 endete die Produktion. Insgesamt entstanden etwa fünf Exemplare.

## Fahrzeuge
Das einzige Modell war das T 70 Coupé. Dies war die Nachbildung des Rennsportwagens Lola T 70.